# Myxoma cordis
Een myxoma cordis is een zeer zeldzame, meestal goedaardige, primaire tumor (een nieuwe groei van weefsel) van het hart. Het is de meest voorkomende van alle goedaardige harttumoren.

## Beschrijving
Myxoma cordis is de benaming voor een intracardiale tumor, die dus voorkomt in het hart. Vijfenzeventig procent van alle myxomen zijn te vinden in het linkeratrium, de hartholte waar het zuurstofrijke bloed uit de longen binnenkomt. Tumoren die in het hart zelf ontstaan, worden primaire tumoren genoemd; ze kunnen in elk deel van het hart optreden.
Myxomen in de linkerboezem groeien vaak op een steel.
Bijna alle andere myxomen zijn te vinden in het rechteratrium. Het is zeer zeldzaam een myxoom te vinden in een van de hartkamers.
De tumor heeft een van de twee algemene vormen: een ronde, stevige massa, of een onregelmatig gevormde, zachte, geleiachtige massa.
Deze tumoren zijn zeldzaam en kunnen goedaardig of kwaadaardig zijn. Zij zijn verbonden aan het endocard, de binnenbekleding van het hart. De cellen die deel uitmaken van de tumor zijn spoelvormige cellen en zijn ingebed in een matrix die rijk is aan mucopolysachariden (een groep van koolhydraten).
Een myxoom kan calcium bevatten, die weergegeven wordt op de röntgenfoto. De tumor krijgt de bloedtoevoer van de haarvaten die het bloed toevoeren van het hart naar de tumor.
Trombi bloedstolsels kunnen worden bevestigd aan de buitenkant van myxoom. Er zijn drie belangrijke syndromen die verband houden met myxomen:
1. Embolische voorvallen
2. Obstructie van de bloedstroom
3. Constitutionele syndromen.

Embolische voorvallen gebeuren als stukjes van de tumor afbrokkelen, of als de trombi die bevestigd zijn aan de buitenkant van de tumor, zijn losgelaten en in het bloed zijn terechtgekomen. Gelatineachtige myxomen emboliseren vaker dan de meer vaste vorm van deze tumor.
En myxoom kan ook de bloedstroom in het hart hinderen, meestal op een hartklep. De mitralisklep is de hartklep die het meest getroffen wordt. De beperkingen van de doorbloeding kan leiden tot pulmonale (acute) congestie, embolisatie en hartklep ziekte. Embolisatie kan leiden tot ernstige gevolgen.
In het geval van het linkeratrium myxoom, ervaart 40-50% van de patiënten embolisatie. Embolieën eindigen meestal in de hersenen, de nieren en ledematen. De derde in verband met het myxoom, heten constitutionele syndromen, aspecifieke symptomen veroorzaakt door het myxoom.

## Oorzaken en symptomen
Er is geen bekende veroorzaker van myxomen. De belangrijkste symptomen geproduceerd door een myxoom zijn generiek en niet specifiek. Deze omvatten koorts, gewichtsverlies, bloedarmoede, een verhoogd aantal witte bloedcellen (WBC), een dalend aantal bloedplaatjes en het fenomeen van Raynaud.
Ook kunnen stukjes van het myxoom losraken, waarna ze door het bloed worden meegevoerd naar andere organen en daar kunnen ze leiden tot afsluiting van bloedvaten. De gevolgen daarvan hangen af van het bloedvat dat wordt afgesloten. Zo kan een afgesloten bloedvat in de hersenen resulteren in een herseninfarct, terwijl bij een afgesloten bloedvat in de longen de patiënt pijn heeft en bloed ophoest. 
De meeste patiënten met myxoma cordis zijn tussen 30-60 jaar. Het komt ook vaker voor bij vrouwen dan bij mannen.

## Diagnose
Harttumoren zijn moeilijk vast te stellen omdat ze relatief zeldzaam zijn en omdat de symptomen lijken op die van allerlei andere aandoeningen. 
Er zijn verschillende methoden om harttumoren te diagnosticeren. Met echocardiografie kan de tumor zichtbaar worden gemaakt. 
Bij een ander, minder vaak toegepast onderzoek wordt via een katheter contrastvloeistof in het hart gebracht waardoor de tumor op een röntgenopname zichtbaar wordt.
Ook een computertomografie (CT-Scan) en MRI-scan worden wel toegepast. Als er een tumor wordt ontdekt, wordt met behulp van een speciale katheter een klein weefselmonster weggenomen om de aard van de tumor en de juiste behandelwijze vast te stellen.
Gewoonlijk zal alleen aan deze diagnose worden gedacht als er een reden is om te veronderstellen dat er een tumor in het hart aanwezig is.

## Behandeling
De tumor moet chirurgisch worden verwijderd. Myxomen kunnen teruggroeien als ze niet volledig zijn verwijderd. De overleving van deze operatie is uitstekend. De klachten die voor de tijd aanwezig waren, zijn na verwijdering van het myxoom meestal verdwenen.

## Prognose
Succesvolle verwijdering van de tumor bevrijdt de patiënt van deze ziekte. Een embolie uit een myxoom kan overleven in andere delen van het lichaam. Echter, er is geen bewijs dat een myxoom is gemetastaseerd (in staat om de ziekte van het ene gebied naar het andere te verplaatsen), waardoor tumoren in andere delen van het lichaam verder leven.

## Belangrijkste termen
- Embolie - Een stukje weefsel, bloed stolsels, enz. die reist door het bloed en kan in kleinere stolsels overal in het lichaam terechtkomen.
- Metastase of uitzaaiing- De verspreiding van los door het lichaam bewegende kankercellen of verplaatsen van oorsprong van de tumor, naar andere delen van het lichaam.
- Het fenomeen van Raynaud - Intermitterende ischemie (gebrekkige, onderbroken doorbloeding) van de vingers of tenen, die soms ook gevolgen hebben voor de oren en neus.
- Atrium - Ook wel de boezem van het hart genoemd.